# James McKernan

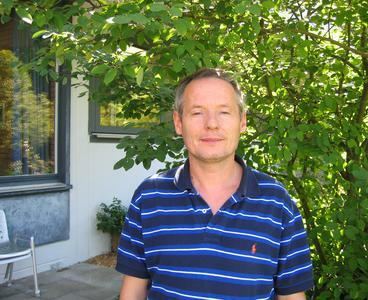
James McKernan

James McKernan (* 19. März 1964 in London) ist ein britischer Mathematiker, der sich mit algebraischer Geometrie beschäftigt.

## Leben
McKernan studierte an der Cambridge University (Bachelor-Abschluss 1985) und promovierte 1991 an der Harvard University bei Joe Harris (On the Hyperplane Sections of a Variety in Projective Space). Als Post-Doc war er an der University of Utah (1991–1993), an der University of Texas at Austin, an der Oklahoma State University in Stillwater (1994/95). Ab 1995 war er Professor an der University of California, Santa Barbara und ab 2007 Professor am Massachusetts Institute of Technology.
McKernan gelang mit Christopher Hacon ein Durchbruch bei der birationalen Klassifikation höherdimensionaler algebraischer Varietäten. Bei zweidimensionalen Varietäten war die Klassifikation schon im 19. Jahrhundert durch die italienische Schule bekannt. In den 1980er Jahren gelang diese durch Shigefumi Mori und andere bei dreidimensionalen Varietäten (Mori erhielt dafür 1990 die Fields-Medaille). Mit Hilfe von Flips genannten birationalen Transformationen (sowie von divisorial contractions) werden dabei die Varietäten auf minimale Modelle zurückgeführt: Fano-Varietäten (positive Krümmung), Calabi-Yau-Varietäten (Krümmung Null) und Varietäten allgemeinen Typs (negative Krümmung). Hacon und McKernan gelang der Beweis der Existenz von Flips in beliebiger Dimension und der Nachweis der Endlichkeit der Flip-Ketten im Programm minimaler Modelle. Vor der Arbeit von Hacon und McKernan war der Fall von mehr als drei Dimensionen weitgehend offen (bis auf vier Dimensionen durch Schokurow). Von ausschlaggebender Bedeutung war dabei eine gemeinsame Arbeit von Caucher Birkar, Paolo Cascini, McKernan und Hacon (BCHM) von 2006 (veröffentlicht 2010).
2007 erhielt er den Clay Research Award. 2009 erhielt er den Colepreis in Algebra mit Hacon. 2010 war er mit Hacon Invited Speaker auf dem Internationalen Mathematikerkongress in Hyderabad (Flips and Flops, Boundedness results in birational geometry). 2018 erhielt er den Breakthrough Prize in Mathematics.

## Schriften
- mit Hacon: Boundedness of pluricanonical maps of varieties of general type. In:  Inventiones Mathematicae, Band 166, 2006, S. 1–25
- mit Caucher Birkar, Cascini, Hacon: Existence of minimal models for varieties of log general type I. In: Journal of the American Mathematical Society, Band 23, 2010, S. 405–468, arxiv:math/0610203 Preprint 2006, Teil 2 mit Hacon, ibid. S. 469–490, arxiv:0808.1929 Teil II Preprint 2008
- mit Hacon: Extension theorems and the existence of flips. In: A. Corti (Hrsg.): Flips for 3folds and 4folds. In: Oxford Lecture Series in Mathematics and Applications, Band 37, Oxford University Press 2007, S. 76–110